# Alampu
Alampu (nep. आलाम्पु) – gaun wikas samiti w środkowej części Nepalu w strefie Dźanakpur w dystrykcie Dholkha. Według nepalskiego spisu powszechnego z 2001 roku liczył on 417 gospodarstw domowych i 1808 mieszkańców (932 kobiet i 876 mężczyzn).